# Терву (посёлок)
Те́рву (фин. Tervu), до 1917 г. Тервус — посёлок в составе Куркиёкского сельского поселения Лахденпохского района Республики Карелия.
Расположен в устье реки Тервунйоки, на одноимённом полуострове бухты Терву Ладожского озера. В посёлке сходятся две автомобильные дороги местного значения: 86К-107 («Подъезд к п. Терву») и 86К-114 («Терву — Вятиккя»). Расстояние до районного центра — города Лахденпохья — 44 км.

## История
Название произошло от (фин. terva), что переводится как смола. В старину здесь имелось смолокуренное производство. Неподалёку разрабатывались месторождения болотной руды.
До 1919 г. майоратным имением Тервус владел петербургский купец I гильдии Самуил Лазаревич Гуревич (1863—1939); здесь воспитывалась его дочь Раиса.
После «зимней войны» и присоединения посёлка к СССР здесь был организован колхоз «Ладога».

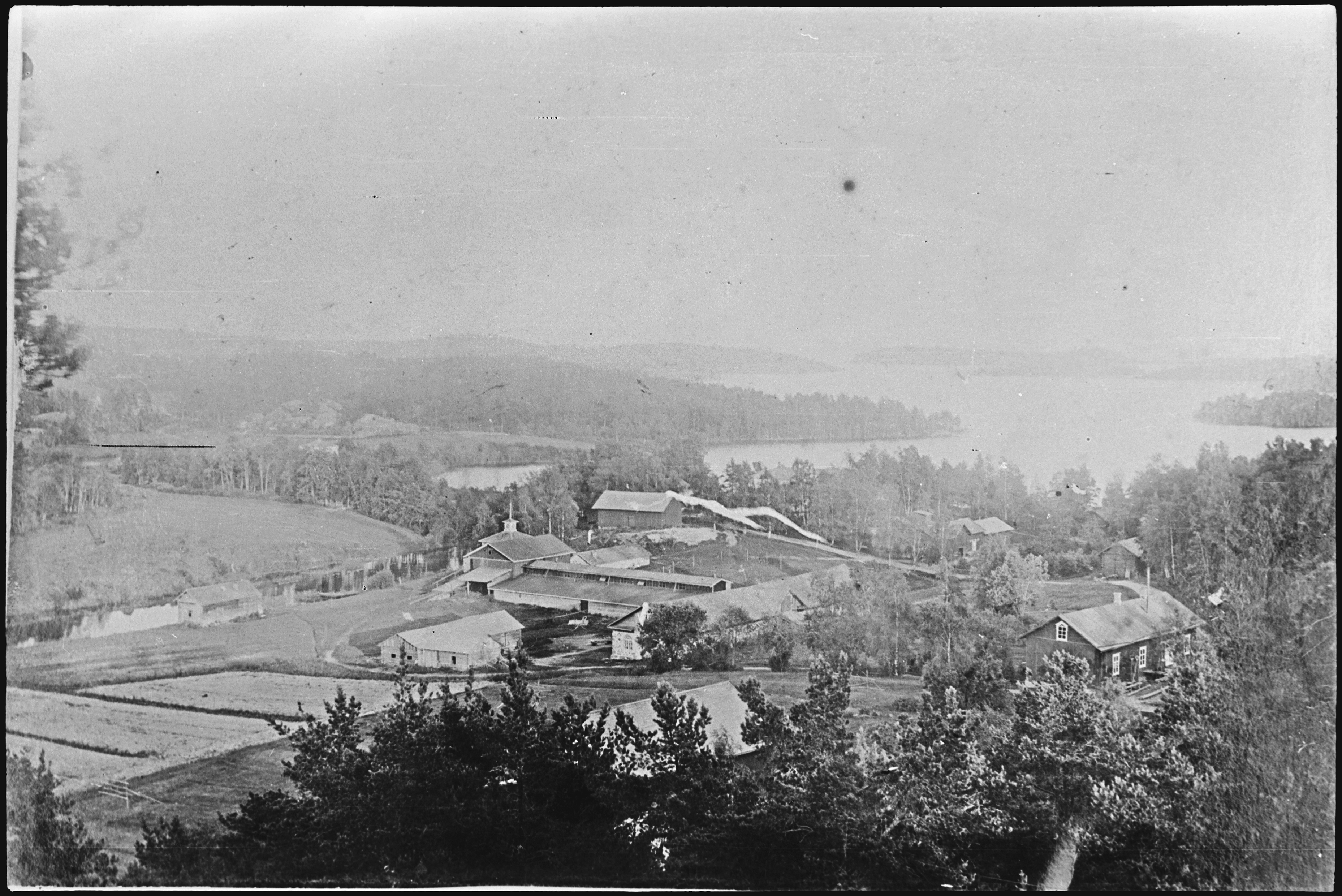
Tervu, 1930-е годы.

Известно, что в Терву была церковь Крещения Господня. В 1999 году на месте, где стояла церковь, был установлен поклонный крест.

## Население
| 2002 | 2009 | 2010 | 2013 |
| ---- | ---- | ---- | ---- |
| 156  | ↘121 | ↘114 | ↘112 |

## Улицы
- Ладожская улица.
- Школьная улица.
- Заречная улица.

## Базы отдыха в поселке Терву
База отдыха Терву (гостевые домики) — терву.рф
Хутор Мельница
Лодочная станция «Скала» 

Терву, ул. Заречная д. 2А